# 单唇无叶兰
单唇无叶兰（学名：Aphyllorchis simplex）为兰科无叶兰属下的一个种。其种加词“simplex ”意为“单一的”。